# San Joaquin (flod)
San Joaquin er en 530 km lang flod som løber gennem det centrale Californien og ud i Stillehavet nordøst for Oakland. Floden ligger i San Joaquin Valley, som er den centrale dal i Californien og rummer floderne Sacramento fra nord og San Joaquin fra syd. Floden er både drikkevand, kilde for elektrisk kraft til San Francisco-området, og en vandingskilde for landbrug i Californien.
Flodløbet begynder i Thousand Island Lake i Sierra Nevada. Samlet afvandingsområde er på 83.000 km². Friant-dæmningen blev bygget i 1942, og skaber Millertonsøen ca. 25 km nord for Fresno. 